# WTA de Lugano
O WTA de Lugano – ou Samsung Open, na última edição – foi um torneio de tênis profissional feminino, de nível WTA International.
Realizado em Lugano, na Suíça, estreou em 2018, em substituição ao WTA de Bienna.. Os jogos eram disputados em quadras de saibro durante o mês de abril.
Em 2020, o evento foi cancelado devido ao encurtamento do calendário e à nova Fed Cup, cuja fase Finais se apropria de uma semana de abril e de uma quantidade considerável de jogadoras, que preteririam a disputa na Suíça.

## Finais

### Simples
| Ano  | Campeã        | Vice-campeã     | Resultado     |
| ---- | ------------- | --------------- | ------------- |
| 2019 | Polona Hercog | Iga Świątek     | 6–3, 3–6, 6–3 |
| 2018 | Elise Mertens | Aryna Sabalenka | 7–5, 6–2      |

### Duplas
| Ano  | Campeãs                        | Vice-campeãs                           | Resultado        |
| ---- | ------------------------------ | -------------------------------------- | ---------------- |
| 2019 | Sorana Cîrstea Andreea Mitu    | Veronika Kudermetova Galina Voskoboeva | 1–6, 6–2, [10–8] |
| 2018 | Kirsten Flipkens Elise Mertens | Vera Lapko Aryna Sabalenka             | 6–1, 6–3         |